# Fuerza Aérea Nacional Jemer
La Fuerza Aérea Nacional Jemer (FANJ) (en jemer: ទ័ពអាកាសជាតិខ្មែរ) era la fuerza aérea de las Fuerzas armadas jemeres (FAJ), las fuerzas armadas de la República Jemer, durante la guerra civil camboyana (1970-1975).

## Historia

### Inicios
Aunque la creación de un ala aérea para el incipiente Ejército Real Jemer (ERJ) se planeó inicialmente en 1952, no fue hasta el 22 de abril de 1954 que la Fuerza Aérea Real Jemer (FARJ) fue comisionado oficialmente por un decreto real del Jefe del estado camboyano, el Príncipe Norodom Sihanouk. La fuerza aérea estaba comandada por el médico personal del Príncipe Sihanouk, el Coronel Dr. Ngo Hou, y era conocida como el "Royal Flying Club", la FARJ inicialmente operó una pequeña flota de cuatro aviones de enlace Morane-Saulnier MS 500, dos aviones utilitarios ligeros Cessna 180 Skywagon, un avión personal ligero Cessna 170 y un Douglas DC-3 modificado para transporte VIP. En esta etapa, la FARJ aún no era un servicio independiente; dado que su cuadro de personal anterior se extrajo del cuerpo de ingenieros, el ministerio de defensa jemer colocó a la FARJ bajo el control administrativo del departamento del inspector general de los ingenieros del Ejército Real Jemer (ERJ). Los primeros cursos de entrenamiento de vuelo en el país fueron iniciados en octubre de 1954, por instructores franceses enviados desde el componente de la fuerza aérea del Cuerpo Expedicionario Francés en Extremo Oriente (CEFEO) en la recién fundada escuela de vuelo real (en jemer: រាជបណ្ឌិតសភាទ័ពអាកាស) en el aeródromo de Pochentong, en Nom Pen, aunque los estudiantes y pilotos jemeres, fueron enviados más tarde a la escuela del aire (en francés: École de l'air) ubicada en Salon-de-Provence, en Francia.

### Fase de expansión temprana (1955–63)

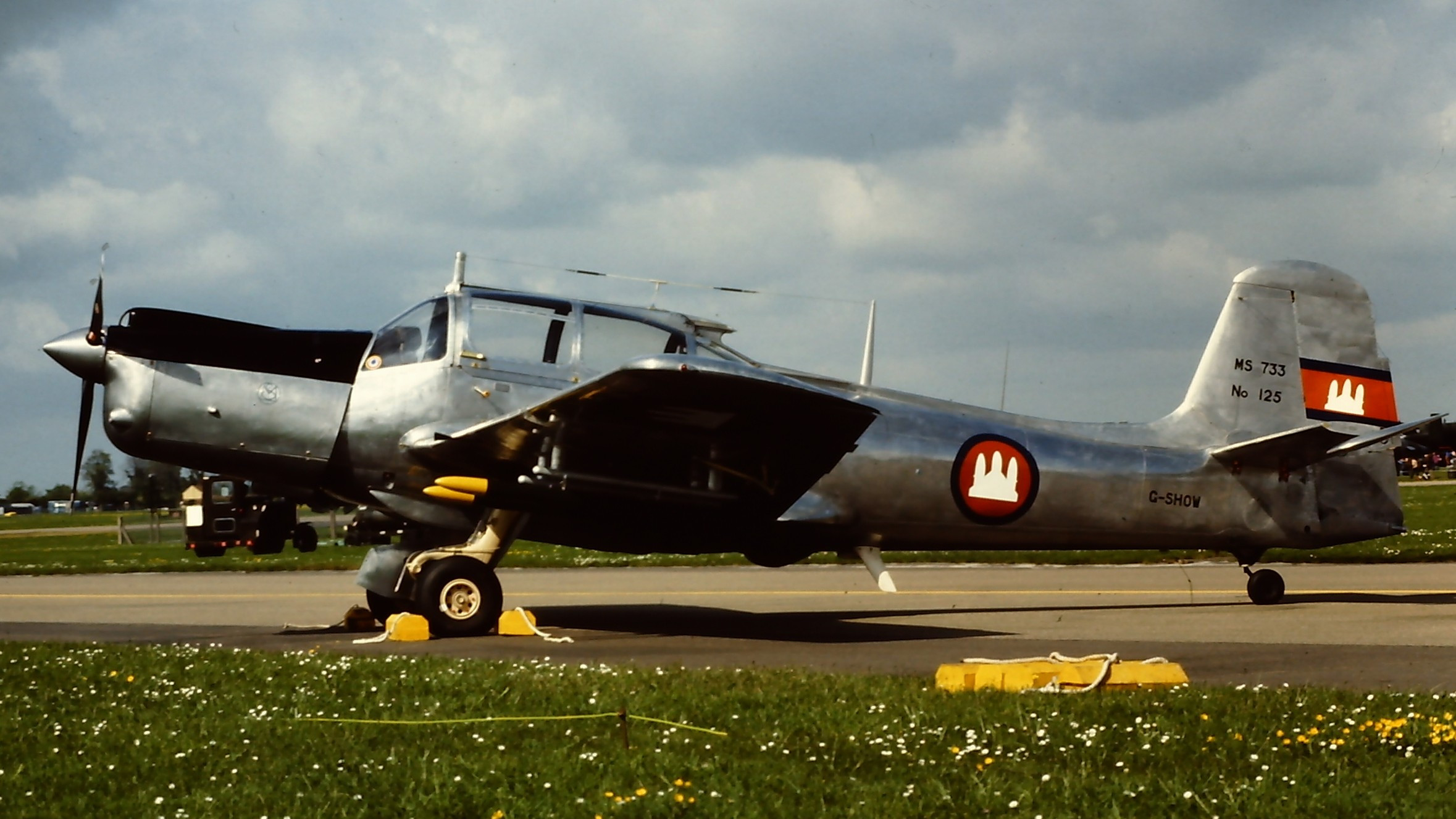
Un Morane-Saulnier Alcyon MS.733, de la Fuerza Aérea Real Jemer (FARJ).

Durante los primeros años de su existencia, la FARJ recibió asistencia de Francia –que según los términos del tratado de independencia de noviembre de 1953 tenía derecho a mantener una misión militar en Camboya–, Estados Unidos, Japón, Israel y Alemania Occidental, quienes proporcionaron programas de entrenamiento, asistencia técnica y aviones adicionales. Los franceses entregaron en 1954-55 quince entrenadores básicos de tres plazas Morane-Saulnier MS 733 Alcyon, y Japón entregó tres aviones de ataque a tierra monoplaza Fletcher FD-25 Defender y tres entrenadores biplaza Fletcher FD-25B, mientras que las entregas por parte del programa de ayuda del Grupo Asesor de Asistencia Militar de los Estados Unidos (GAAM) establecido desde junio de 1955 en Nom Pen de 14 entrenadores North American T-6 Texan ocho aviones de observación Cessna L-19A Bird Dog tres aviones de enlace de Havilland Canada DHC-2 Beaver, siete transportes Douglas C-47 Skytrain (que pronto se unieron a dos transportes C-47 adicionales comprados a Israel) y seis transportes Curtiss C-46 Commando, permitieron a la FARJ adquirir una capacidad de ataque ligero limitada, además de mejorar sus propias capacidades de reconocimiento y transporte. También empezó a tomar forma una pequeña fuerza de helicópteros, con la entrega en 1958-59 de tres Sikorsky H-34 Choctaw por parte del GAAM estadounidense, seguido en 1960 de dos Aérospatiale Alouette II por los franceses y de dos Sikorsky H-19 Chickasaw por los estadounidenses en 1963. Aunque teóricamente a Camboya se le prohibía tener aviones de combate según los términos de los Acuerdos de Ginebra de julio de 1955, la FARJ recibió sus primeros entrenadores a reacción en septiembre de 1961 desde Francia, en forma de cuatro Fouga Magister modificados localmente en 1962 para aceptar un par de cañones de avión AN/M2 de 7.62 mm y rieles para cohetes bajo el ala. A finales de año, la FARJ había reunido 83 aeronaves de origen estadounidense, canadiense y francés, aunque la mayoría eran modelos obsoletos de la Segunda Guerra Mundial, ya muy pasados de moda (los asesores del GAAM estadounidense solían describir a la FARJ como un "museo del aire"). Los accidentes durante los entrenamientos eran bastante frecuentes, debido a la insistencia del coronel Ngo Hou en utilizar los T-6G Texan para la instrucción de vuelo. El bautismo de fuego de la FARJ llegó al año siguiente, cuando sus FD-25 Defender y sus entrenadores armados T-6G Texan apoyaron a las tropas del Ejército Real Jemer en la provincia de Takéo, combatiendo una incursión transfronteriza de milicianos vietnamitas del movimiento religioso Hòa Hảo que huían de la persecución religiosa en la vecina República de Vietnam del Sur. Los obsoletos Texan y Defender fueron finalmente reemplazados en agosto de ese año por 16 entrenadores North American T-28 Trojan, convertidos en cazabombarderos. También bajo el programa GAAM de Estados Unidos, la FARJ recibió en marzo de 1963 cuatro entrenadores a reacción Cessna T-37 Tweet; sin embargo, a diferencia de los Fouga Magister, proporcionados anteriormente por los franceses, estas aeronaves no llevaban sistemas de armas, ya que los estadounidenses se resistieron a las solicitudes camboyanas de armarlos.

### Los años de neutralidad (1964-1970)
En respuesta al golpe de estado contra el presidente Ngô Đình Diệm en Vietnam del Sur, el príncipe Norodom Sihanouk canceló el 20 de noviembre de 1963 toda la ayuda estadounidense, y el 15 de enero de 1964 se suspendió el programa de ayuda militar GAAM de EUA, cuando Camboya adoptó una política de neutralidad, por lo que la FARJ siguió dependiendo de la ayuda militar francesa pero al mismo tiempo recurrió a otros países como la Unión Soviética y China para obtener aviones y entrenamiento. En 1961, los estudiantes de piloto jemeres que regresaban de períodos de entrenamiento previos en Francia habían sido enviados a la URSS para entrenamiento de conversión en aviones de combate soviéticos, y en noviembre de 1963, los soviéticos entregaron varios aviones de combate MiG-17 y MiG-15, y un avión de  entrenamiento Yakovlev Yak-18. Francia continuó entregando aviones a Camboya entre los años 1964 y 65, suministrando dieciséis aeronaves Douglas A-1 Skyraider de ataque a tierra, y seis transportes ligeros Dassault MD 315R Flamant, pronto seguidos por más helicópteros ligeros Aérospatiale Alouette II y Sud-Aviation SA316 Alouette III, y diez entrenadores ligeros Socata Horizon, que reemplazaron a los obsoletos MS 733 Alcyon. Los yugoslavos suministraron cuatro aviones utilitarios Utva-60. La URSS entregó dos aeronaves Ilyushin Il-14 y ocho Antonov An-2, y China envió un avión de entrenamiento a reacción FT-5, diez aviones de combate Shenyang J-5 y tres aviones de entrenamiento ligero Nanchang CJ-6. Los soviéticos entregaron en abril de 1967 un segundo lote de cinco aviones de combate MiG-17F y dos helicópteros de transporte Mil Mi-4. Al igual que las demás ramas de las entonces FARJ, las capacidades militares de la Aviación Real Camboyana, a finales de la década de 1960, seguían siendo poco impresionantes, siendo apenas capaces de cumplir con su misión principal, que era defender el espacio aéreo nacional. Debido a su baja dotación y limitados recursos de vuelo, el FARJ quedó relegada a una función de apoyo al combate, proporcionando servicios de transporte a las unidades de infantería del ERJ y ocasionalmente apoyo aéreo cercano a baja altura para las operaciones terrestres. Aparte de dos modernas pistas de aterrizaje asfaltadas ubicadas respectivamente en Pochentong y en un aeropuerto civil construido por China en Siem Reap, los demás aeródromos disponibles en el país en ese momento consistían en pistas rudimentarias sin pavimentar que carecían de instalaciones permanentes de apoyo para la retaguardia, y que solo se utilizaban temporalmente como pistas de aterrizaje de emergencia, pero nunca como bases aéreas secundarias. En consecuencia, y de acuerdo con la política exterior neutralista de Camboya, se realizaron pocas misiones de combate. Las actividades de la FARJ se limitaron a realizar patrullas aéreas para proteger el espacio aéreo de Camboya de las numerosas incursiones realizadas por las aeronaves de la Fuerza Aérea de los Estados Unidos (USAF), la Fuerza Aérea de la República de Vietnam (FARV) y la Fuerza Aérea Real Tailandesa (FART). En 1962, durante un período de mayor tensión con Tailandia por el disputado templo de Preah Vihear, ubicado en la zona fronteriza de las montañas Dangrek, los aviones de transporte C-47 Dakota, del grupo de enlace y transporte, dejaron caer por la noche tres aviones llenos de paracaidistas sobre el distrito de Choam Ksan de la provincia de Preah Vihear, en una demostración de fuerza destinada a intimidar al gobierno tailandés. Los transportes C-47 de la FARJ, retomaron la misma función en 1964, cuando llevaron a cabo otro lanzamiento en paracaídas del tamaño de un batallón durante dos días en Samrong, en la provincia de Odar Meanchey, a lo largo de la frontera tailandesa, y se improvisaron pistas de aterrizaje en Siem Reap y Battambang, para los transportes C-47 Skytrain y Antonov An-2 que abastecían a las tropas del ERJ. Destacamentos de aviones MiG-17F y Skyraider AD-4N, fueron desplegaron tras la intrusión de los aviones de la FART en el espacio aéreo camboyano, pero ambos bandos evitaron la confrontación y no se produjeron graves incidentes. Un enfrentamiento más grave tuvo lugar el 21 de marzo de 1964, cuando una patrulla de dos cazabombarderos T-28D penetró 3,22 km (más de 2 millas) en Vietnam del Sur y derribó una avioneta L-19 Bird Dog, en represalia por un ataque de la FAVS en Camboya, matando tanto al piloto survietnamita como al observador estadounidense que iba con él. Sin embargo, no fue hasta finales de la década de 1960 que la FARJ recibió su primera experiencia de combate sostenida. A principios de 1968, sus T-28D Trojan, AD-4N Skyraider y algunos aviones MiG-17F, fueron enviados nuevamente a la Provincia de Takéo, arrojando bombas sobre objetivos planificados previamente en apoyo de las tropas del Ejército Real que realizaban una operación de contrainsurgencia contra algunos elementos armados del grupo religioso vietnamita Cao Đài, que había ingresado a la provincia desde el vecino Vietnam del Sur; Los elementos de combate de la FARJ, se desplegaron en el distrito de Samlout en la provincia de Battambang, durante el levantamiento de Samlaut, donde bombardearon los bastiones insurgentes de los Jemeres Rojos. En noviembre de 1969, la FARJ apoyó al Ejército Real Jemer (ERJ) en una operación de búsqueda y destrucción dirigida contra los santuarios del Ejército Popular de Vietnam (EPV) y el Frente Nacional de Liberación de Vietnam (Vietcong) en Labang Siek, en la provincia de Ratanakiri. Algunos cazabombarderos T-28D, aviones de reconocimiento L-19 Bird Dog, y helicópteros Alouette, proporcionaron cobertura aérea a la operación terrestre, mientras que los aviones MiG-17F y los Douglas A-1 Skyraider realizaron algunas salidas de combate desde Pochentong.

### Organización anterior a 1970
En marzo de 1970, la Aviación Real Camboyana, contaba con una dotación de 1250 oficiales y aviadores bajo el mando del coronel Keu Pau Ann (quien había sustituido al general de división Dr. Ngo Hou en 1968), formada principalmente por tripulantes de vuelo (pilotos, instructores, navegantes, ingenieros de vuelo, operadores de radio y mecánicos de vuelo) y técnicos de tierra (controladores aéreos, operadores de radar y operadores de radio, meteorólogos, personal de mantenimiento y personal auxiliar, tanto masculino como femenino, empleado en tareas administrativas). Los principales elementos aéreos del grupo aéreo táctico de la FARJ, consistían en cuatro grupos de vuelo: Un grupo de entrenamiento avanzado, un grupo de ataque, un grupo de transporte y enlace, y un grupo de helicópteros, contando este último con un inventario mixto de 143 aeronaves de 23 tipos diferentes, principalmente de origen francés, estadounidense, soviético, chino y canadiense. La mayor parte de las aeronaves y el personal se concentraban en la base aérea militar adyacente al aeropuerto internacional de Pochentong en Nom Pen, que también albergaba la Academia del aire y el Cuartel general de la FARJ. La escuela de vuelo de Pochentong, operaba un escuadrón de entrenamiento avanzado formado por tres Nanchang BT-6/PT-6, ocho Yakovlev Yak-18, y doce entrenadores ligeros Socata Horizon, además de cuatro Fouga Magister (convertidos a la función de avión de ataque a tierra) y cuatro aviones entrenadores a reacción Cessna T-37 Tweet. El grupo de intervención contaba con seis cazas Shenyang J-5, 12 cazas MiG-17, un avión de entrenamiento a reacción MiG-15, 16 aviones de ataque a tierra Douglas A-1 Skyraider y 17 cazabombarderos North American T-28 Trojan. El grupo de observación y combate contaba con ocho aviones ligeros de observación Cessna L-19 Bird Dog. El grupo de transporte y enlace, operaba un Douglas C-54 Skymaster de cuatro motores (utilizado como transporte VIP), un Ilyushin Il-14, dos Cessna 180 Skywagon, tres De Havilland Canada DHC-2 Beaver con capacidad STOL, seis Dassault MD 315R Flamant de dos motores, ocho Antonov An-2 y 12 aviones Douglas C-47 Skytrain. El grupo de helicópteros operaba un Mil Mi-4, un Sikorsky H-19 Chickasaw y dos helicópteros utilitarios y de transporte Sikorsky H-34 Choctaw, además de ocho helicópteros ligeros Aérospatiale Alouette II y tres o cinco Sud-Aviation SA316 Alouette III. Además de las aeronaves adquiridas o donadas por los países amigos, entre 1962 y 1966, la FARJ también incorporó a su inventario un pequeño número de aviones y helicópteros que volaron a Camboya pilotados por pilotos desertores de la fuerza aérea de Vietnam del Sur, entre ellos tres aeronaves Douglas A-1 Skyraider y dos helicópteros Sikorsky H-34, además de un avión utilitario Dornier Do 28 con capacidad STOL operado por civiles.

### Batallón de seguridad
Para patrullar sus principales instalaciones y aeronaves en Pochentong ante posibles actos de sabotaje o ataques enemigos, el mando de la FARJ creó entre 1967 y 1968 una unidad de seguridad aérea: El Batallón de Fusileros del Aire (BFA). Con funciones similares a las del Regimiento de la RAF británica, el BFA se organizó como una unidad de infantería ligera compuesta por un cuartel general del batallón, tres cuarteles generales de compañía y tres compañías de fusileros, dedicadas principalmente a tareas de seguridad aérea y defensa estática. Asignado permanentemente a la base aérea de Pochentong y comandado por el mayor Sou Chhorn de la FARJ, el batallón contaba con entre 200 y 300 aviadores armados con fusiles de cerrojo, subfusiles y ametralladoras ligeras de fabricación francesa.

### Reorganización (1970-71)
Tras el golpe de Estado de marzo de 1970, la Fuerza Aérea Real Jemer (FARJ) pasó a denominarse Fuerza Aérea Nacional Jemer (FANJ), aunque permaneció bajo el mando del Estado Mayor. El coronel Keu Pau Ann fue sustituido como jefe del Estado Mayor de la FANJ por su adjunto, el mayor So Satto (pronto ascendido a teniente coronel). El mayor Penn Randa se convirtió en subjefe del Estado Mayor para las operaciones tácticas, y el mayor Ear Chhong en subjefe del Estado Mayor para logística militar. Tras obtener apoyo material de Estados Unidos, Vietnam del Sur y Tailandia, la nueva Aviación Nacional Jemer inició de inmediato sus operaciones de combate y emprendió un ambicioso programa de reorganización y expansión.  Sin embargo, poco después del golpe, la misión militar francesa suspendió toda la cooperación con las fuerzas armadas camboyanas, privando así a la FANJ de entrenamiento y asistencia técnica. China y la Unión Soviética también interrumpieron sus programas de asistencia militar, lo que provocó graves problemas de mantenimiento para sus aviones de combate Shenyang J-5 y MiG. Con el aumento de la actividad en la base aérea de Pochentong, la Academia Aérea de la FANJ se trasladó en agosto de 1970 a unas instalaciones en el aeródromo de Battambang. El director de la Academia Aérea, el teniente coronel Norodom Vatvani, organizó un convoy por carretera para transportar a todo el equipo técnico, mientras los pilotos instructores volaban los aviones Socata Horizon hacia el nuevo aeródromo, aunque los aviones de entrenamiento a reacción Cessna T-37 Tweet, se quedaron en Pochentong, para ofrecer una cobertura aérea más eficaz, a los seis distritos militares o regiones militares de la FANJ, el mando de la FANJ contempló la creación de tres distritos de la Fuerza Aérea: La primera, segunda y tercera regiones aéreas. Sin embargo, estos planes nunca se materializaron, y en 1973, solo se había establecido la primera región aérea, que abarcaba casi todo el territorio camboyano, y estaba dirigida simultáneamente por el comandante de la Fuerza Aérea Jemer. La FANJ realizó numerosas misiones de combate dentro de Camboya desde marzo, en apoyo de las operaciones terrestres conjuntas de las FANJ y el Ejército de la República de Vietnam (ERV). Para coordinar mejor sus propias misiones, estableció en Pochentong una oficina de enlace: El centro de apoyo aéreo cercano. Los controladores aéreos avanzados Cessna O-1 Bird Dog de Vietnam del Sur, comenzaron a realizar regularmente vuelos de reconocimiento aéreo desde Pochentong, para guiar los ataques aéreos y el fuego de artillería de la FANJ. El 19 de mayo de 1970, como seguimiento de la invasión terrestre anterior durante la campaña de Camboya, el presidente estadounidense Richard Nixon, lanzó la operación Freedom Deal, una campaña aérea militar liderada por la séptima Fuerza Aérea de los Estados Unidos, con el objetivo de ofrecer apoyo aéreo e interdicción en la región. Inicialmente, la operación tuvo como objetivo las bases y los santuarios fronterizos del Ejército Popular de Vietnam (EPV) y el Frente Nacional de Liberación de Vietnam (Vietcong), aunque a medida que pasó el tiempo, la mayoría de los bombardeos, se llevaron a cabo para apoyar al recién establecido Gobierno de la República Jemer del Mariscal de campo Lon Nol, y las ofensivas terrestres a gran escala de las FANJ (operaciones Chenla I y Chenla II) fueron lanzadas contra los bastiones del Ejército Popular de Vietnam (EPV) y los Jemeres Rojos en el noreste de Camboya, entre agosto de 1970 y diciembre de 1971. Una expansión inicial del inventario de la FANJ, en septiembre de 1970, bajo los auspicios estadounidenses, se logró con la entrega de seis helicópteros de combate Bell UH-1 Iroquois. La FANJ asignó un contingente de 49 hombres, entre pilotos y personal de tierra a Pochentong, para ayudar a volar y mantener estas aeronaves, hasta que el personal de la FANJ hubiera completado su ciclo de instrucción, con asesores estadounidenses en Vietnam del Sur. Para facilitar el mantenimiento, se decidió por sugerencia estadounidense construir el componente de ataque de la FANJ, alrededor del T-28D Trojan, ya que tanto sus pilotos como los técnicos de tierra, ya estaban familiarizados con este tipo de aeronave, y los estadounidenses tenían muchas estructuras excedentes y repuestos disponibles. Como resultado, el ritmo de salidas del T-28D Trojan aumentó, registrándose 2016 salidas entre marzo y octubre de 1970, en contraste con las 360 salidas de los aviones de combate MiG-17 y Shenyang J-5, y los 108 ataques de los aviones Fouga Magister, registrados durante ese mismo período.

### Incursión de Pochentong
En la noche del 21 al 22 de enero de 1971, un centenar de efectivos de comandos Đặc công y zapadores del EPV (en vietnamita: Quân đội nhân dân Việt Nam), las unidades de operaciones especiales del EPV, lograron atravesar sin ser detectados el perímetro defensivo de la base militar, establecida por el Ejército Nacional Jemer, y llevaron a cabo una espectacular incursión en la base aérea de Pochentong. Divididos en seis destacamentos más pequeños, armados principalmente con fusiles de asalto AK-47 y lanzacohetes antitanque RPG-7, los atacantes del EPV, lograron escalar la alambrada y abrumaron rápidamente al personal mal armado del batallón de seguridad, que estaba de servicio esa noche, una vez dentro de las instalaciones, los asaltantes desataron una furiosa descarga de fuego de armas ligeras y granadas propulsadas por cohetes (RPG) contra cualquier aeronave camboyana que encontraran en el área de estacionamiento adyacente a la pista y los edificios cercanos, uno de los equipos del comando, escaló la terminal comercial contigua del aeropuerto civil, y tras posicionarse en el restaurante internacional ubicado en la azotea, dispararon un cohete contra un depósito que contenía napalm. Cuando el humo se disipó a la mañana siguiente, la Aviación Nacional Jemer había sido prácticamente aniquilada, un total de 69 aeronaves estacionadas en Pochentong, quedaron completamente destruidas o gravemente dañadas en tierra, incluyendo numerosos aviones T-28 Trojan, casi todos los aviones Shenyang J-5, MiG, T-37 Tweet, y Fouga Magister, los transportes Antonov An-2, los helicópteros de combate UH-1, tres aviones O-1 Bird Dog, e incluso un transporte VIP del presidente Lon Nol. Además de las pérdidas de aeronaves, 39 oficiales y soldados de la FANJ perdieron la vida, y otros 170 resultaron heridos. Las únicas aeronaves que escaparon a la destrucción fueron seis North American T-28 Trojan, desplegados temporalmente en la Provincia de Battambang, diez entrenadores ligeros Socata Horizon, (también estacionados en Battambang), ocho helicópteros Alouette II y Alouette III, dos helicópteros Sikorsky H-34, un entrenador a reacción Cessna T-37 Tweet, y un avión Fouga Magister que había sido inmovilizado para realizar reparaciones en tierra. La base aérea de Pochentong estuvo cerrada durante casi una semana, mientras se evaluaban los daños, se retiraban los restos, se reparaba la pista, y se reponían las reservas de combustible y municiones.

### Reorganización (1971-72)

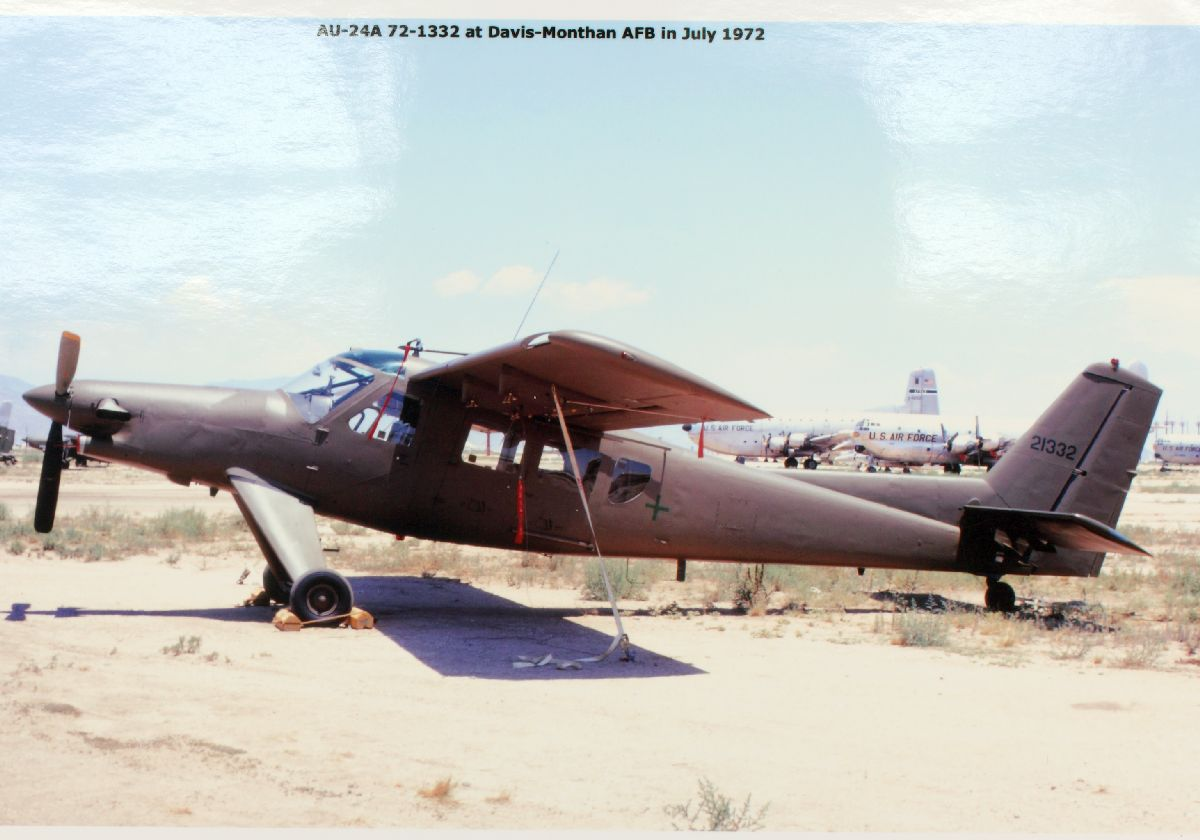
Helio AU-24 Stallion, almacenado en la base de la Fuerza Aérea Davis-Monthan, en julio de 1972, antes de ser entregado a la Fuerza Aérea Nacional Jemer (FANJ).

La Fuerza Aérea de Camboya, renació el 8 de junio de 1971, cuando se convirtió en una rama separada del Ejército Nacional Jemer, y por lo tanto, se convirtió en la tercera rama independiente de las FANJ. Este nuevo estatus se confirmó más tarde el 15 de diciembre, cuando la FANJ cambió oficialmente su nombre a: Fuerza Aérea Nacional Jemer (FANJ). So Satto fue ascendido a coronel, permaneció al mando de la nueva Fuerza Aérea Jemer, e inmediatamente comenzó a implementar un programa de expansión. Para coordinar mejor el apoyo aéreo de la USAF y la FANJ, el Comando de la FANJ estableció ese mismo mes en Pochentong un Centro de Operaciones Aéreas (COA) dirigido por el teniente coronel Norodom Baley, quien previamente había asistido a un curso aéreo táctico en Alemania Occidental, a principios de la década de 1960. Partiendo de cero, la FANJ recibió una nueva afluencia de aeronaves de fabricación estadounidense, bajo los auspicios del programa de asistencia militar estadounidense en Camboya (PAMEC). Entre las incorporaciones más efectivas se encuentran dos aviones de combate Douglas AC-47 Spooky, entregados a Camboya en junio de 1971, que se utilizaron inicialmente para operaciones de vigilancia nocturna y defensa en la base aérea de Pochentong, con el fin de evitar nuevos ataques por parte de los zapadores del EPV. Asesores e ingenieros nacionalistas chinos de Taiwán, también ayudaron a los técnicos de tierra de la FANJ en Pochentong, en la reconstrucción de los fuselajes de las antiguas aeronaves de la FANJ, dañadas en el ataque de enero, lo que permitió reparar algunos aviones de transporte y helicópteros, y ponerlos rápidamente en condiciones de vuelo. A finales de año, el inventario de la FANJ, incluía 16 cazabombarderos T-28D, veinticuatro aviones ligeros de reconocimiento y observación Cessna O-1D, 19 transportes C-47, cinco aviones utilitarios ligeros Cessna 185 Skywagon, nueve entrenadores Cessna T-41 Mescalero, 11 helicópteros Bell UH-1D, 16 aviones de enlace de Havilland Canada DHC-3 Otter, tres aviones artillados AC-47D Spooky, y un avión EC-47 de inteligencia de señales (SIGINT). El coronel So Satto, también solicitó a los Estados Unidos cazas ligeros Northrop F-5, para reemplazar a los destruidos aviones Shenyang J-5, MiG-17 y Fouga Magister, pero el gobierno estadounidense se negó, y ofreció como alternativa algunos aviones a reacción North American F-86 Sabre, a punto de ser retirados de la FART. Sin embargo, una inspección realizada por un equipo de técnicos camboyanos enviados a Tailandia, reveló que las aeronaves, ya no estaban en condiciones de volar, por lo que el comando de la FANJ, rechazó la propuesta por completo. Al no poder adquirir nuevos cazas, la FANJ se quedó sin capacidad aire-aire, durante el resto de la guerra. Una oferta adicional de algunos aviones de transporte Fairchild C-119 Flying Boxcar, que ya habían prestado servicio en la FARV, fue igualmente rechazada por los camboyanos. Los australianos entregaron en enero de 1972, seis aviones de transporte C-47 Dakota, diseñados para realizar misiones de entrenamiento, que fueron destinados a la Academia Aérea de la FANJ en Battambang. En 1972, la expansión de la FANJ se ralentizó ligeramente, debido a que se encontraron con dificultades organizativas. Por lo tanto, el grupo aéreo táctico se reorganizó en cinco escuadrones creados a partir de los grupos de vuelo existentes: Los cazabombarderos T-28D bajo el primer escuadrón de cazas; los transportes C-47 Dakota y los aviones de combate AC-47 Spooky, bajo el primer escuadrón de transporte; el avión ligero de reconocimiento y observación O-1D Bird Dog, el avión utilitario ligero Cessna 185, y el avión de enlace U-1A, bajo el escuadrón de control aéreo avanzado, los helicópteros UH-1D, H-34, y Alouette, bajo el escuadrón de helicópteros;  y los entrenadores T-41D Mescalero, y los entrenadores ligeros Socata Horizon, bajo el escuadrón de entrenamiento avanzado. Con la excepción del escuadrón de entrenamiento, que estaba estacionado permanentemente en la Academia de la Fuerza Aérea en Battambang, los otros cuatro escuadrones estaban basados en la Base Aérea de Pochentong. Las ramas administrativas, de apoyo y técnicas de la FANJ, permanecieron intactas por esta reorganización, y conservaron su estructura separada bajo los comandos del grupo territorial y técnico. Se establecieron nuevas bases aéreas, ubicadas en las capitales provinciales de Battambang, Kampong Cham, y Kampong Chhnang, y en la base naval de Ream de la Armada Nacional Jemer. Más adelante en la guerra, se establecieron temporalmente aeródromos secundarios y diversos helipuertos en Kampot, Oudong, Kampong Thom y Steung Mean Chey, cerca de Nom Pen. Varios pilotos instructores chinos de Taiwán fueron enviados a a la Academia Aérea de Battambang de la FANJ, para entrenar a sus pilotos, mientras que los cadetes y las tripulaciones aéreas jemeres, fueron enviadas para llevar realizar entrenamiento en: Vietnam del Sur, Tailandia y los Estados Unidos. La mayoría de los cursos avanzados y de entrenamiento especializado de pilotos de combate jemeres, fueron llevados a cabo por instructores tailandeses en la escuela de entrenamiento de vuelo de Kamphaeng Saen de la FART, en la Provincia de Nakhon Pathom, y por asesores estadounidenses del primer destacamento de la 56.º Ala de Operaciones Especiales, en las bases aéreas de Udorn, U-Tapao y Takhli, en Tailandia, mientras que otros fueron enviados para asistir a cursos de observadores, en la Base Aérea de Biên Hòa, en Vietnam del Sur. Un pequeño número de pilotos estudiantes también se entrenaron con la Armada de los Estados Unidos, en la estación aérea naval de Pensacola, Florida, mientras que otros fueron enviados a la Universidad Aérea de la USAF, en la Base Aérea Maxwell, ubicada en Montgomery, Alabama, y cuatro pilotos estudiantes asistieron a cursos en la base aérea East Sale, de la Real Fuerza Aérea Australiana (RFAA) en Victoria, Australia. En medio de esta reorganización, el inventario de la Fuerza Aérea Nacional Jemer, continuó expandiéndose durante el año siguiente.  En el marco del programa de ventas militares al extranjero, entre enero y noviembre de 1972, la FANJ recibió 14 aviones artillados AU-24A Stallion, 15 cazabombarderos T-28D, cuatro cañoneros AC-47D, 19 helicópteros UH-1H, 16 entrenadores desarmados T-28B Trojan en mal estado, y otros cuatro entrenadores T-41D Mescalero. Una importante adición a la FANJ, fueron los aviones artillados AU-24 Stallion, que fueron asignados al recién creado escuadrón de apoyo aéreo cercano, (escuadrón AU-24 Stallion) estacionado en Pochentong, que amplió las operaciones de escolta de convoyes de suministros en el Río Mekong. Dichas operaciones se habían llevado a cabo en conjunto con la Armada Nacional Jemer, desde mediados de 1971, cuando la FANJ, comenzó a ofrecer cobertura aérea, a los convoyes de la Armada Nacional Jemer, con los aviones artillados AC-47 Spooky. A pesar de las lentas mejoras logradas por el programa de expansión del General de brigada So Satto, las capacidades de combate de la FANJ, siguieron siendo bajas, y debido al abundante apoyo aéreo estadounidense, proporcionado durante la Operación Freedom Deal, la FANJ fue relegada a un papel secundario.

### Expansión (1973-74)
Esta situación comenzó a cambiar en marzo de 1973, cuando la Fuerza Aérea Jemer sufrió un revés después de que un piloto de cazabombardero T-28D, partidario de Sihanouk, bombardeara el palacio presidencial y desertara. Tras ordenar la suspensión total de las Fuerzas Aéreas Jemeres (FAJ) durante tres días, el presidente Lon Nol destituyó al general de brigada So Satto y lo reemplazó por su adjunto, el coronel Penn Randa (ascendido a general de brigada) quien inmediatamente comenzó a implementar nuevos programas para mejorar las FAJ. El más importante de estos planes fue el establecimiento del centro de apoyo aéreo cercano (CAAC) de la FAJ. Ubicado en el Centro de Operaciones Combinadas de las FAJN. El CAAC recibió la responsabilidad de recopilar información actualizada sobre los objetivos de las aeronaves estadounidenses y las unidades del Ejército camboyano en el terreno y transmitirla a las FAJ. Sin embargo, este nuevo concepto fue rechazado por el comandante del Centro de operaciones aéreas de la FAJ, quien no estaba dispuesto a transferir la responsabilidad al recién creado CAAC, al continuar proporcionando a la FAJ las coordenadas de ataque. En la práctica, el alto mando del Ejército camboyano tenía poca fe en la capacidad de los inexpertos controladores aéreos avanzados de la FAJ para detectar objetivos con precisión y dirigir el apoyo aéreo cercano, dejando al CAAC funcionando principalmente como enlace entre el Cuartel general del Ejército en Nom Pen y las aeronaves estadounidenses. En mayo de 1973, la FAJ recibió cinco de los ocho aviones de transporte Fairchild C-123 Provider que se entregaron y se emplearon ampliamente junto con los aviones de transporte C-47 Dakota del primer Escuadrón de transporte aéreo, en operaciones de reabastecimiento aéreo. Ese mismo mes, bajo un programa de entrega acelerada llamado proyecto Nimble Voyage, los estadounidenses entregaron a la FAJ diez helicópteros artillados UH-1G, que fueron asignados al escuadrón de helicópteros. Cinco de las máquinas se desplegaron en la base aérea de Battambang, y los otros cinco helicópteros se estacionaron en Pochentong, siendo utilizados ampliamente junto con los helicópteros artillados AC-47D y AU-24A, en el rol de apoyo a los convoyes que seguían la ruta de los ríos Mekong y Bassac. En el marco del proyecto Flycatcher, un programa de mejora para la FAJ, los estadounidenses entregaron doce aviones T-28 Trojan, seis helicópteros UH-1H, cinco C-123K Provider y varios aviones de transporte C-47 y O-1D Bird Dog, seguidos posteriormente por un avión de combate artillado AU-24A, y 24 aviones de entrenamiento a reacción Cessna T-37 Tweet, antes de que el programa se diera por finalizado oficialmente el 30 de junio de 1973,  esta sería la última entrega oficial de aviones estadounidenses a Camboya, aunque las entregas secretas de un pequeño número de aviones T-28 Trojan, continuaron bajo los auspicios de la Agencia Central de Inteligencia (CIA) hasta enero de 1975, lo que mejoró la capacidad de combate de la FAJ. Al mismo tiempo, el Comando de la FAJ continuó expandiendo la coordinación con el Ejército camboyano, a pesar de una reticencia inicial por parte de los comandantes de campo del Ejército, que seguían siendo escépticos acerca de las capacidades de la Fuerza Aérea Jemer. La Escuela de operaciones aire-tierra (EOAT) se abrió en mayo para entrenar a los controladores aéreos avanzados (CAA) del Ejército jemer, y en julio, la FAJ comenzó a proporcionar controladores aéreos avanzados al nuevo Centro de Coordinación de Fuego de Artillería del Ejército (CCFAE) que transmitiría los objetivos de los comandantes de campo del Ejército Nacional Jemer al CAAC. El 15 de agosto de 1973, entró en vigor un alto el fuego en Indochina, y se puso fin al apoyo aéreo táctico y estratégico estadounidense. La Fuerza Aérea Jemer asumió la plena responsabilidad de todas las operaciones aéreas en Camboya. Con la guerrilla de los Jemeres Rojos controlando amplias zonas rurales, las Fuerzas Armadas Nacionales Jemeres libraban una batalla cuesta arriba. La FANJ sufrió un duro golpe más tarde, en noviembre de 1973, cuando un segundo piloto renegado de un T-28 Trojan bombardeó una vez más el palacio presidencial y desertó. Al igual que en el incidente anterior de marzo, el presidente Lon Nol ordenó la suspensión de los bombardeos y relevó al general de brigada Penn Randa de su mando. Un nuevo comandante de la Fuerza aérea jemer, el coronel Ear Chhong, fue ascendido e inmediatamente a general comenzó a mejorar el rendimiento de la FAJ, con el general de brigada Pao Lim Sina como su ayudante adjunto. En un esfuerzo por impulsar aún más las capacidades de la FAJ, los estadounidenses iniciaron tres programas de asistencia. El primero, la operación Rotorhead Express, comenzó en junio de 1974 cuando un equipo del Ejército estadounidense llegó a Pochentong para realizar una reparación única de la flota de helicópteros UH-1 de la FAJ. A esto le siguió en enero de 1975 la operación Flycatcher (que no debe confundirse con el anterior programa homónimo de entrega de aeronaves de USA) un esfuerzo similar de la USAF dirigido a los cazabombarderos T-28D Trojan de la FAJ llevado a cabo por un equipo de la USAF también en Pochentong. Ese mismo mes, un Equipo de entrenamiento móvil de la USAF comenzó en Tailandia un programa de entrenamiento destinado a hacer que el ala de transporte aéreo de la FAJ fuera autosuficiente.

### Reorganización (1974-75)
En enero de 1975, el número de efectivos de la FANJ, alcanzó la cifra de 10 000 personas, entre oficiales, aviadores, personal de seguridad, y personal de tierra, todos estos efectivos, estaban bajo el mando del general de brigada Ear Chhong. La FANJ estaba equipada con un inventario total de 200 aeronaves de diversos tipos, distribuidas entre los escuadrones del grupo táctico aéreo, de la siguiente manera:
- El primer escuadrón de cazas contaba con cazabombarderos T-28D Trojan.

- El escuadrón de aviones artillados contaba con aviones artillados AU-24A Stallion.

- El escuadrón de control aéreo avanzado operaba aeronaves ligeras de reconocimiento y observación Cessna O-1D Bird Dog, aeronaves de enlace de Havilland Canada DHC-3 Otter, y aeronaves ligeras utilitarias Cessna 185.

- El primer escuadrón de transporte, estaba formado por aviones de transporte Fairchild C-123K Provider, aviones de transporte Douglas C-47 Skytrain, aviones artillados Douglas AC-47 Spooky, y un avión EC-47D SIGINT.

- El escuadrón de helicópteros contaba con helicópteros Bell UH-1G, helicópteros de transporte Bell UH-1, helicópteros ligeros Alouette III, y helicópteros de transporte Sikorsky H-34 Choctaw.

- El escuadrón de entrenamiento avanzado de la Academia de la Fuerza Aérea Nacional Jemer (FANJ) ubicado en la base aérea de Battambang, operaba aviones de transporte C-47 Skytrain, aviones de entrenamiento T-28, Socata Horizon, Cessna T-41 Mescalero, y aviones de entrenamienro a reacción Cessna T-37 Tweet.

### Regimiento de seguridad
Tras varios ataques a los aeródromos camboyanos, las tropas de seguridad de la FANJ, sufrieron una importante reorganización a mediados de 1971. El maltrecho Batallón de la Fuerza Aérea ubicado en Pochentong, se expandió en consecuencia, pasando de tener un solo batallón de fusileros con tres compañías, a tener un regimiento de seguridad con tres batallones, recibiendo la designación de primer regimiento de fusileros de la Fuerza Aérea. Entre julio de 1971 y diciembre de 1972, los batallones de la Fuerza Aérea Jemer realizaron cursos de entrenamiento de infantería, impartidos por el programa de entrenamiento del ejército estadounidense, en Vietnam del Sur, para mejorar sus capacidades de combate, y algunos aviadores seleccionados también recibieron un entrenamiento especializado. A principios de 1973, la FANJ desplegó a dos batallones de fusileros más un batallón especializado entrenado para realizar misiones de búsqueda y rescate, evacuación médica, (Medevac), recuperación de cuerpos en el lugar del accidente (Casevac) y protección VIP.  El comando de seguridad de la FANJ bajo el mando del coronel Sou Chhorn, fue reforzado en 1974, cuando se incorporó una segunda unidad a la base aérea de Kampong Cham, que se convirtió en el segundo regimiento de fusileros de la Fuerza Aérea. Dos batallones de la FANJ fueron entrenados por las Fuerzas Especiales Jemeres, en el centro de entrenamiento de infantería de Ream, cerca de Kampong Som. En abril de 1975, las tropas de seguridad de la FANJ sumaban unos 1600 soldados, organizados en seis batallones de infantería ligera, equipados con una variedad de armas ligeras, estadounidenses, soviéticas y chinas.

### Escolta de convoyes
Además de las tareas de escolta de convoyes en los ríos Mekong y Bassac, misiones de reabastecimiento de guarniciones gubernamentales aisladas, evacuación de heridos (Medevac), transporte rutinario, vigilancia armada, misiones de reconocimiento aéreo y operaciones de contrainsurgencia (COIN) coordinadas con el Ejército Nacional Jemer (ENJ) y la Armada Nacional Jemer (ANJ). La Fuerza Aérea Jemer llevó a cabo una serie de operaciones de combate notables, en apoyo de batallones de infantería naval y unidades de fuerzas terrestres de las FANJ, que luchaban contra el Vietcong (VC), el Ejército Popular de Vietnam (EPV) y los Jemeres Rojos.

### Riesgos operativos
Aunque considerada por la mayoría de los observadores externos como la rama más profesional de las fuerzas armadas camboyanas, la Fuerza Aérea Jemer se vio seriamente limitada a lo largo de su existencia por varios problemas clave que minaron su eficiencia. Al ser un servicio formado exclusivamente por voluntarios y técnicamente competente, la FANJ se vio afectada durante mucho tiempo por la escasez de pilotos cualificados, instructores de vuelo experimentados y personal de apoyo, sumado a la calidad inconsistente de los controladores aéreos avanzados, la fatiga de los pilotos, la capacitación inadecuada, la falta de un liderazgo efectivo, todo ello agravado por los constantes cambios de mando e incapacidad para organizarse. Otros problemas crónicos incluían; un inventario de aeronaves desorganizado, un mantenimiento inadecuado de las aeronaves, aeródromos inadecuados, y una capacidad operativa nocturna insuficiente. Al igual que el Ejército camboyano, la FANJ se enfrentaba a unas severas restricciones presupuestarias, y tras el drástico recorte de la ayuda financiera estadounidense en 1973, se vio afectada por la corrupción; sus pilotos mostraron más interés en volar operaciones en de contrabando que en misiones de combate, por poner un ejemplo, los aviones de transporte de la FANJ, experimentaban regularmente problemas con el tren de aterrizaje, ya que las tripulaciones solían aceptar servicios de transporte pagados, sobrecargando sus aviones con pasajeros civiles y con carga adicional. Los pilotos de las unidades de ataque a tierra, recibían sobornos por parte de las unidades terrestres del Ejército nacional camboyano, a cambio de ofrecer sus servicios de apoyo aéreo cercano.

### Accidentes
Los accidentes durante los entrenamientos siguieron siendo un problema muy grave: entre 1972 y 1973, la moral de los pilotos de la Fuerza Aérea Jemer se vio afectada por una serie de accidentes que involucraron a los siguientes aviones: T-28 Trojan, T-41 Mescalero y AU-24 Stallion. La confianza en el T-28 Trojan se vio erosionada, después de sufrir 14 accidentes en un período de un año, a pesar de que ocho de ellos se debieron a errores del piloto, tres al fuego antiaéreo enemigo, y solo tres a fallos mecánicos de la aeronave. Cuatro aviones de entrenamiento T-41, se perdieron en incidentes separados durante julio de 1972, y sus pilotos fallecieron. El AU-24 Stallion, se vio afectado por una larga lista de fallos técnicos, que se hicieron patentes el 10 de agosto de 1973, cuando un Stallion se estrelló, durante un ataque con cohetes, matando a su tripulación, y obligando al mando de la FANJ a inmovilizar temporalmente toda la flota de aviones artillados Stallion. Un problema que aquejaba a la FANJ, era la disidencia política entre sus filas. El primer escuadrón de cazas, era visto con una profunda desconfianza, tanto por el alto mando de las FANJ, como por el gobierno de la República Jemer, después de que algunos pilotos disidentes de ese escuadrón, intentaran sin éxito asesinar a algunos altos funcionarios militares, civiles y políticos (incluido el presidente Lon Nol) en al menos tres ocasiones distintas.

### Operaciones finales (1974-1975)
La Fuerza Aérea Jemer vio su capacidad de reabastecimiento aéreo severamente reducida al final de la guerra, cuando el 13 de marzo de 1975, los Jemeres Rojos atacaron la base aérea de Pochentong, con cohetes Tipo 63 de 107 mm de fabricación china, que incendiaron un depósito de municiones y destruyeron un almacén cercano, utilizado para empacar y almacenar paracaídas de carga de lanzamiento aéreo, empleados en operaciones de reabastecimiento. La pérdida de sus existencias de paracaídas de carga, privó a los transportes C-47 Dakota y C-123 Fairchild de la FANJ, de los medios para apoyar adecuadamente a los enclaves aislados que aún estaban en manos de las unidades del Ejército camboyano, por lo que el Gobierno de los Estados Unidos, tuvo que contratar a contratistas civiles, para llevar a cabo la mayoría de los lanzamientos de reabastecimiento en los puestos avanzados del Ejército nacional jemer. En 1975, las pérdidas de la Fuerza Aérea Jemer, alcanzaron la suma de 100 aeronaves, principalmente debido al desgaste en combate, accidentes de entrenamiento y deserciones, así como por otras causas: Entre diciembre de 1971 y enero de 1972, cuatro helicópteros ligeros Alouette II, y un Alouette III, fueron enviados al extranjero para mantenimiento y revisión general en Hong Kong, pero no hay registro de que estas aeronaves fueran devueltas a Camboya. Además de accidentes y pérdidas en combate, tres de Havilland Canada DHC-3 Otter, fueron destruidos en tierra, en Pochentong, por un ataque de mortero de los Jemeres Rojos, en marzo de 1972, y más tarde, en agosto de ese mismo año, el teniente coronel Long Trasom, de la FANJ, comandante del escuadrón de helicópteros, murió cuando su helicóptero UH-1H fue derribado por un misil tierra-aire SA-7, en la provincia de Svay Rieng. En diciembre de 1973, una avioneta de observación O-1D Bird Dog, fue derribada accidentalmente por la brigada de defensa aérea del Ejército nacional camboyano, tras aproximarse al Palacio presidencial, ubicado en el distrito de Chamkarmon, en Nom Pen. Fue solo en los últimos meses de la guerra que la Fuerza Aérea Jemer finalmente logró superar todos sus logros anteriores. Aprovechando al máximo su superioridad aérea, la FANJ empleó al máximo todas las aeronaves disponibles: desde cazabombarderos T-28D, helicópteros artillados UH-1G y cañoneros AC-47D y AU-24A, hasta entrenadores a reacción T-37 reconvertidos a la función de ataque terrestre, e incluso transportes C-123K que servían como bombarderos improvisados, lanzó un número sin precedentes de misiones de combate contra las fuerzas de los Jemeres Rojos que se concentraban alrededor de Nom Pen. Operando contra las defensas antiaéreas enemigas relativamente ligeras, los pilotos camboyanos de T-28 Trojan, registraron más de 1800 misiones diurnas en un período de dos meses, mientras que los aviones artillados AU-24A Stallion y los transportes C-123K Fairchild llevaron a cabo bombardeos nocturnos contra las posiciones enemigas armadas con cohetes de 107 mm ubicadas al norte de la capital jemer. Para ayudar a localizar estas mismas posiciones y preparar emboscadas, destacamentos de los batallones de seguridad de la FANJ, fueron helitransportados tras las líneas enemigas, pero fueron diezmados por las tropas insurgentes. Además de las salidas de combate, la FANJ también participó en las labores de evacuación de última hora. El 12 de abril de 1975, sus cazabombarderos T-28D y helicópteros UH-1 proporcionaron cobertura aérea a la operación Eagle Pull, la evacuación del personal de la Embajada de Estados Unidos en Nom Pen. La mayoría de los pilotos de T-28D que participaron en esta operación, se vieron obligados a aterrizar sus aviones en la carretera principal que conduce al aeropuerto civil de Pochentong y junto a la base aérea militar, ya que la pista de aterrizaje de esta última se encontraba un bajo intenso fuego de artillería. El mando de la Fuerza Aérea también mantuvo en espera a siete helicópteros de transporte UH-1, en un helipuerto improvisado montado en los terrenos del estadio olímpico de Nom Pen, en un complejo deportivo, listos para evacuar a miembros clave del gobierno. Sin embargo, tres de las máquinas tuvieron que ser abandonadas, debido a fallos técnicos, cuando la evacuación finalmente se llevó a cabo en la mañana del 17 de abril. Entre el pequeño grupo de evacuados de alto perfil que abordaron los cuatro helicópteros restantes con destino a Kampong Thom, se encontraba el comandante de la FANJ, el general de brigada Ear Chhong. A pesar de sus máximos esfuerzos, la desbordada Fuerza Aérea Jemer no pudo por sí sola evitar la derrota del Ejército camboyano, ni contener el avance de las fuerzas de los Jemeres Rojos. El 16 de abril, los T-28D Trojan de la FANJ realizaron su última salida de combate, bombardeando el centro de control de la Fuerza Aérea, y los hangares de Pochentong, tras su captura por las unidades insurgentes. Tras agotar prácticamente todas sus reservas de municiones, 97 aeronaves; 50 cazabombarderos T-28 Trojan, 13 helicópteros UH-1, 12 O-1D Bird Dog, 10aviones de transporte C-123 Fairchild, siete aviones artillados AC-47D Spooky, tres aviones artillados AU-24A Stallion, nueve aviones de transporte C-47, y tres aviones de entrenamiento T-41D; escaparon de las bases aéreas y aeródromos auxiliares de Pochentong, Battambang, Kampong Cham, Kampong Thom, Kampong Chhnang y Ream, pilotados por sus respectivas tripulaciones (con un pequeño número de personal civil a bordo) y volaron hacia un refugio seguro en el Reino de Tailandia. El resto del personal de la FANJ que permaneció en Camboya, incluyendo el personal administrativo, el personal de tierra, algunos pilotos, y los soldados que servían en el primer regimiento de fusileros del aire en Pochentong (que defendieron la base aérea hasta el final) no tuvieron más opción que rendirse, y la mayoría de ellos fueron ejecutados por los Jemeres Rojos. La última resistencia de la Fuerza Aérea Jemer, tuvo lugar en la base aérea de Kampong Cham, donde los aviadores del segundo regimiento de fusileros del aire, continuaron resistiendo durante una semana, a pesar de la orden oficial de capitulación, hasta que se quedaron sin municiones. El comandante de la base aérea, junto con su adjunto, el personal de tierra, y los soldados del batallón de seguridad, fueron capturados, y según se informa, fueron ejecutados de una forma espantosa. Los informes posteriores no confirmados, afirman que algunos pilotos, personal de tierra y técnicos de la FANJ, escaparon a este destino y fueron reclutados por la Fuerza Aérea del Ejército Revolucionario de Kampuchea Democrática (FAKD).

### Jemeres Rojos
Los Jemeres Rojos lograron rescatar varios cazabombarderos T-28 "Trojan", aviones de entrenamiento Socata Horizon, aviones de entrenamiento a reacción T-37, aviones de entrenamiento T-41D, aviones utilitarios ligeros Cessna 185, aviones de transporte C-123K Fairchild, aviones artillados AU-24 "Stallion", aviones artillados AC-47 "Spooky", aviones de transporte C-47 "Dakota", helicópteros UH-1 y helicópteros ligeros Alouette III. Algunos T-28 "Trojan" fueron capturados por los Jemeres Rojos en la base aérea de Ream.

### Incidente del Mayagüez
Algunos T-28 "Trojan" fueron destruidos en tierra junto con varios C-47 "Dakota", y un avión de transporte Curtiss C-46 Commando, cuando los aviones artillados Lockheed AC-130 de la Fuerza Aérea de Estados Unidos, y los aviones de ataque Grumman A-6 Intruder y LTV A-7 Corsair II de la Armada de los Estados Unidos, bombardearon la instalación, durante el incidente del Mayagüez, el 15 de mayo de 1975.

### Guerra camboyano-vietnamita
Después de la toma del poder político por parte de los Jemeres Rojos, la falta de pilotos entrenados, el mantenimiento deficiente, y la escasez crónica de piezas de repuesto, aseguraron que solamente un puñado de estas aeronaves estuvieran en condiciones de volar, cuando la Fuerza Aérea de Kampuchea Democrática (FAKD) fue neutralizada por el Ejército Popular de Vietnam (EPV) en febrero de 1979, durante la guerra camboyano-vietnamita.

## Aeronaves

### Aviones a reacción
| Aeronave                            | Fotografía      | Origen          | Tipo                              | Fabricante                    |
| Aviones de caza                     | Aviones de caza | Aviones de caza | Aviones de caza                   | Aviones de caza               |
| ----------------------------------- | --------------- | --------------- | --------------------------------- | ----------------------------- |
| Mikoyan-Gurevich MiG-17             |                 | Unión Soviética | Avión de caza                     | Mikoyán                       |
| Mikoyan-Gurevich MiG-15             |                 | Unión Soviética | Avión de caza                     | Mikoyán                       |
| Shenyang J-5                        |                 | China           | Avión de caza                     | Shenyang Aircraft Corporation |
| Aviones de entrenamiento a reacción |                 |                 |                                   |                               |
| Fouga Magister                      |                 | Francia         | Avión de entrenamiento a reacción | Fouga                         |
| Cessna T-37 Tweet                   |                 | Estados Unidos  | Avión de entrenamiento a reacción | Cessna                        |

### Aviones de hélice
| Aeronave                         | Fotografía      | Origen          | Tipo                                                               | Fabricante                       |
| Aviones ligeros                  | Aviones ligeros | Aviones ligeros | Aviones ligeros                                                    | Aviones ligeros                  |
| -------------------------------- | --------------- | --------------- | ------------------------------------------------------------------ | -------------------------------- |
| Cessna 170                       |                 | Estados Unidos  | Avión ligero                                                       | Cessna                           |
| Cessna 180                       |                 | Estados Unidos  | Avión ligero                                                       | Cessna                           |
| Cessna 185                       |                 | Estados Unidos  | Avión ligero                                                       | Cessna                           |
| Socata Horizon                   |                 | Francia         | Avión ligero                                                       | Socata                           |
| Aviones de reconocimiento        |                 |                 |                                                                    |                                  |
| Cessna O-1 Bird Dog              |                 | Estados Unidos  | Avión de reconocimiento                                            | Cessna                           |
| Morane-Saulnier MS 500           |                 | Francia         | Avión de reconocimiento                                            | Morane-Saulnier                  |
| Aviones utilitarios              |                 |                 |                                                                    |                                  |
| Antonov An-2                     |                 | Unión Soviética | Avión utilitario                                                   | Antónov                          |
| de Havilland Canada DHC-2 Beaver |                 | Canadá          | Avión utilitario                                                   | de Havilland Canada              |
| de Havilland Canada DHC-3 Otter  |                 | Canadá          | Avión utilitario                                                   | de Havilland Canada              |
| Dornier Do 28                    |                 | Alemania        | Avión utilitario                                                   | Dornier                          |
| Utva-60                          |                 | Yugoslavia      | Avión utilitario                                                   | Utva                             |
| Aviones de ataque a tierra       |                 |                 |                                                                    |                                  |
| Helio AU-24 Stallion             |                 | Estados Unidos  | Avión de ataque a tierraAvión contrainsurgenciaApoyo aéreo cercano | Helio Aircraft Company           |
| Douglas AC-47 Spooky             |                 | Estados Unidos  | Avión de ataque a tierraAvión contrainsurgenciaApoyo aéreo cercano | Douglas Aircraft Company         |
| Douglas A-1 Skyraider            |                 | Estados Unidos  | Avión de ataque a tierraAvión contrainsurgenciaApoyo aéreo cercano | Douglas Aircraft Company         |
| Fletcher FD-25 Defender          |                 | Japón           | Avión de ataque a tierraAvión contrainsurgenciaApoyo aéreo cercano | Toyo Aircraft Industry           |
| Aviones de entrenamiento         |                 |                 |                                                                    |                                  |
| Cessna T-41 Mescalero            |                 | Estados Unidos  | Avión de entrenamiento                                             | Cessna                           |
| North American T-6 Texan         |                 | Estados Unidos  | Avión de entrenamiento                                             | North American Aviation          |
| North American T-28 Trojan       |                 | Estados Unidos  | Avión de entrenamiento                                             | North American Aviation          |
| Yakovlev Yak-18                  |                 | Unión Soviética | Avión de entrenamiento                                             | Yakovlev                         |
| Nanchang CJ-6                    |                 | China           | Avión de entrenamiento                                             | Hongdu                           |
| Morane-Saulnier Alcyon           |                 | Francia         | Avión de entrenamiento                                             | Morane-Saulnier                  |
| Aviones comerciales              |                 |                 |                                                                    |                                  |
| Douglas DC-3                     |                 | Estados Unidos  | Avión comercial                                                    | Douglas Aircraft Company         |
| Ilyushin Il-14                   |                 | Unión Soviética | Avión comercial                                                    | Iliushin                         |
| Aeronaves de transporte militar  |                 |                 |                                                                    |                                  |
| Douglas C-47 Skytrain            |                 | Estados Unidos  | Aeronave de transporte militar                                     | Douglas Aircraft Company         |
| Fairchild C-123 Provider         |                 | Estados Unidos  | Aeronave de transporte militar                                     | Chase AircraftFairchild Aircraft |
| Curtiss C-46 Commando            |                 | Estados Unidos  | Aeronave de transporte militar                                     | Curtiss-Wright                   |
| Douglas C-54 Skymaster           |                 | Estados Unidos  | Aeronave de transporte militar                                     | Douglas Aircraft Company         |
| Dassault MD 315R Flamant         |                 | Francia         | Aeronave de transporte militar                                     | Dassault Aviation                |

### Helicópteros
| Aeronave                        | Fotografía             | Origen                 | Tipo                                                                                     | Fabricante                    |
| Helicópteros militares          | Helicópteros militares | Helicópteros militares | Helicópteros militares                                                                   | Helicópteros militares        |
| ------------------------------- | ---------------------- | ---------------------- | ---------------------------------------------------------------------------------------- | ----------------------------- |
| Bell UH-1 Iroquois              |                        | Estados Unidos         | Evacuación médicaHelicóptero artilladoHelicóptero de transporte militar                  | Bell Textron                  |
| Mil Mi-4                        |                        | Unión Soviética        | Helicóptero de transporte militar                                                        | Mil                           |
| Sikorsky H-34 Choctaw           |                        | Estados Unidos         | Búsqueda y rescateEvacuación médicaGuerra antisubmarinaHelicóptero de transporte militar | Sikorsky Aircraft Corporation |
| Sikorsky H-19 Chickasaw         |                        | Estados Unidos         | Búsqueda y rescateEvacuación médicaGuerra antisubmarinaHelicóptero de transporte militar | Sikorsky Aircraft Corporation |
| Aérospatiale Alouette II        |                        | Francia                | Búsqueda y rescateEvacuación médicaHelicóptero de reconocimiento militar                 | AérospatialeSud Aviation      |
| Sud-Aviation SA316 Alouette III |                        | Francia                | Búsqueda y rescateEvacuación médicaHelicóptero de reconocimiento militar                 | AérospatialeSud Aviation      |